# Coleophora albicinctella
Coleophora albicinctella là một loài bướm đêm thuộc họ Coleophoridae. Nó được tìm thấy ở Tây Ban Nha.